# Clarence Campbell
Pour les articles homonymes, voir Campbell.
 Clarence Sutherland Campbell, né le 9 juillet 1905 et mort le 24 juin 1984, est un ancien Président de la Ligue nationale de hockey (1946-1977).

## Biographie
Né à Fleming dans la province de la Saskatchewan au Canada, Campbell a obtenu un diplôme de l'Université de l'Alberta en droits et lettres en 1924 et une bourse Rhodes lui permettant d'étudier à l'Université d'Oxford.
Campbell fit ses débuts en 1933 en Ligue nationale de hockey en tant qu'arbitre. Il arbitrera jusqu'en 1939. Il arbitra des matchs historiques, comme la demi-finale entre le Canadien et les Red Wings qui mit fin le 28 janvier 1937 à la carrière de Howie Morenz. À la fin de la Seconde Guerre mondiale, il officie comme procureur au procès de Nuremberg de 1945 à 1946.
Campbell à son retour de son service militaire en 1946 est devenu l’adjoint du président de la Ligue Nationale Mervyn « Red » Dutton. À peine quelques mois plus tard, Dutton proposait, pour lui succéder, Clarence Campbell, qui devenait, du même coup, le troisième président de la LNH.
Campbell accepte donc le poste de Président de la LNH, poste qu'il occupera une trentaine d'années jusqu'en 1977. Il est à la base de nombreuses modifications dans les règles et dans la façon de faire de la LNH. Ainsi, il augmente le nombre de matchs joués durant la saison régulière de 50 à 70, il instaure les Matchs des étoiles de façon annuelle. Il est également à l’origine du fonds de pension des joueurs et créé le repêchage intra-ligue en raison des difficultés des Black Hawks de Chicago et des Bruins de Boston au début des années 1950. Clarence Campbell a aussi permis les expansions de 1967 et de 1974. De nombreuses personnes se rappellent surtout de lui comme étant le Président de la LNH qui a suspendu Maurice Richard en 1955. Campbell permet également à la LNH de résister à la concurrence de l'Association mondiale de hockey. En 1977, il tire sa révérence après un règne de 31 ans. Il est alors âgé de 72 ans et connaît des problèmes respiratoires importants. En son honneur, le trophée Clarence-S.-Campbell est remis annuellement dans la LNH depuis 1968 au champion de l'association de l'Ouest (association qui a porté pendant un temps son nom).
John Ziegler prend sa suite en tant que Président de la Ligue nationale de hockey.